# Alan van Heerden
Alan van Heerden (* 11. Dezember 1954 in Johannesburg; † 15. Dezember 2009 ebenda) war ein südafrikanischer Radrennfahrer und nationaler Meister im Radsport.

## Sportliche Laufbahn
Alan van Heerden war im Straßenradsport und im Bahnradsport aktiv. Er galt als einer der besten Radrennfahrer seines Landes. 1978 wurde er Dritter im Nachwuchsrennen von Paris–Roubaix hinter dem Sieger Alfons De Wolf.
1982 und 1987 gewann er das Etappenrennen Rapport Toer. 1977 wurde er Zweiter hinter seinem Landsmann Robert McIntosh. Insgesamt gewann er zwischen 1973 und 1988 27 Etappen in diesem Rennen. In Europa siegte er 1978 in dem Eintagesrennen Paris–Orléans und holte einen Etappensieg in der Tour d'Île-de-France. Sein bedeutendster sportlicher Erfolg war der Gewinn der 7. Etappe im Giro d’Italia 1979. Er war der erste Südafrikaner, dem ein Etappensieg im Giro gelang. In der Gesamtwertung des Giro wurde er 75. In den Rennen der Monumente des Radsports war der 40. Platz in der Flandern-Rundfahrt 1980 sein bestes Resultat.
Im Bahnradsport gewann er den nationalen Titel in der Einerverfolgung 1972, 1975 und 1978. 1977 holte er den Titel im 1000-Meter-Zeitfahren.
Von 1978 bis 1991 war er Berufsfahrer. Von 1979 bis 1981 war er als erster Fahrer aus Südafrika im Radsportteam Peugeot unter Vertrag. In dieser Zeit holte er einige vordere Platzierungen vor allem in belgischen Rundstreckenrennen. Er starb bei einem Autounfall bei Johannesburg.